# Jimmy Banks (Fußballspieler, 1964)
James "Jimmy" Banks (* 2. September 1964 in Milwaukee, Wisconsin; † 26. April 2019 ebenda) war ein US-amerikanischer Fußballspieler und -trainer.
Der Verteidiger spielte von 1987 bis 1993 für Milwaukee Wave in den Ligen der American Indoor Soccer Association und der National Professional Soccer League. Er gehörte zum Kader der US-amerikanischen Fußballnationalmannschaft bei der Fußball-Weltmeisterschaft 1990. Am 26. April 2019 erlag er im Alter von 54 Jahren in einem Krankenhaus in seiner Heimatstadt Milwaukee den Folgen einer Krebserkrankung.

## Spielerkarriere

### Jugend und College
Banks spielte in seiner Jugend bereits Fußball in Milwaukee. Nach dem Abschluss an der Custer High School besuchte er erst die University of Wisconsin–Parkside, später wechselte er an die University of Wisconsin–Milwaukee. Dort wurde er in die Auswahl der besten College-Fußballer der USA berufen.

### Milwaukee Wave
Nachdem Collegeabschluss wurde er von den Kansas City Comets aus der Major Indoor Soccer League und Milwaukee Wave von der American Indoor Soccer Association ausgewählt. Er entschied sich für Wave und spielte dort bis 1993. 1992 wurde er in das All-Star Team der Liga gewählt.

### Nationalmannschaft
Am 5. Februar 1986 gab er sein Debüt für die Nationalmannschaft der USA. Insgesamt spielte er 36-mal für die Nationalmannschaft. 1990 gehörte er zum US-Aufgebot für die Fußball-Weltmeisterschaft in Italien.

## Trainerkarriere
1999 wurde er Trainer der Fußballmannschaft der Milwaukee School of Engineering, einer privaten Universität in Milwaukee. Nebenbei spielte er noch Fußball für die Amateurmannschaft Milwaukee Bavarians.

## Erkrankung und Tod
Banks erkrankte in seinen letzten Lebensjahren an Bauchspeicheldrüsenkrebs, dem er im Alter von 54 Jahren 2019 erlag.